# Sascha Gritsch
Sascha Gritsch (* 19. September 1984 in Schlanders) ist ein ehemaliger, für die Republik Moldau startender italienischer Skirennläufer. Der Südtiroler bildet das Legionärs-Alpinteam Moldaus.

## Karriere
Gritsch wechselte 2001 gemeinsam mit den Schweizern Urs Imboden und Christophe Roux zum moldauischen Skiverband. Er startete hauptsächlich bei FIS-Rennen, wobei größere Erfolge ausblieben. Bei seinem einzigen Start bei einem internationalen Großereignis, den Alpinen Skiweltmeisterschaften 2007, belegte er den 45. Rang im Riesenslalom.

## Erfolge

### Weltmeisterschaften
- Åre 2007: 45. Riesenslalom